# ジュゼップ・プッチ・イ・カダファルク
ジュゼップ・プッチ・イ・カダファルク（カタルーニャ語: Josep Puig i Cadafalch, カタルーニャ語: [ʒuˈzɛp ˈputʃ] , 1867年10月17日 – 1956年12月21日）は、スペイン・バルセロナ県マタロー出身の建築家・建築学者・政治家。19世紀末から20世紀初頭のカタルーニャ地方で花開いたムダルニズマ（モデルニスモ）を代表する建築家のひとりである。
バルセロナにある多くの建物を設計した。1階にカフェ「四匹の猫」が入居していたカーサ・マルティの設計者であり、「四匹の猫」は画家のサンティアゴ・ルシニョール、ラモン・カザス、パブロ・ピカソなどの交友の場となった。

## 特徴
ムデハル様式を中心としながらも、アステカ様式、ロマネスク様式、ゴシック様式、ロココ様式など多様な様式を土台として建物を設計した。当時のバルセロナではムデハル様式のファサードが主流だったが、北欧の建築スタイルも取り込んだ。独自性の点ではやや評価が低い。ゴシック・リヴァイヴァル建築の延長線上に位置づけられており、内部空間の構成や居住性の高さを特徴としている。イギリスのアーツ・アンド・クラフツ運動に近い立場にあり、ドイツのダルムシュタット芸術家村の住宅群の住居デザインの流れを汲んでいる。
ムダルニズマの他の建築家と比較すると、リュイス・ドゥメナク・イ・ムンタネーよりも18歳年下であり、アントニ・ガウディよりも16歳年下である。ブルジョア家庭に生まれて建築界のエリートコースをたどった点がドゥメナク・イ・ムンタネーと類似しており、実際にドゥメナク・イ・ムンタネーとは良好な関係を築いた。ドゥメナク・イ・ムンタネー編纂の『美術史全集』ではプッチ・イ・カダファルクが第1巻と第2巻を担当している。プッチ・イ・カダファルクの作品は視覚的にドゥメナク・イ・ムンタネーの作品と類似しており、プッチ・イ・カダファルクはドゥメナク・イ・ムンタネーの追随者とされた。

## 経歴

### 建築家

#### 青年時代

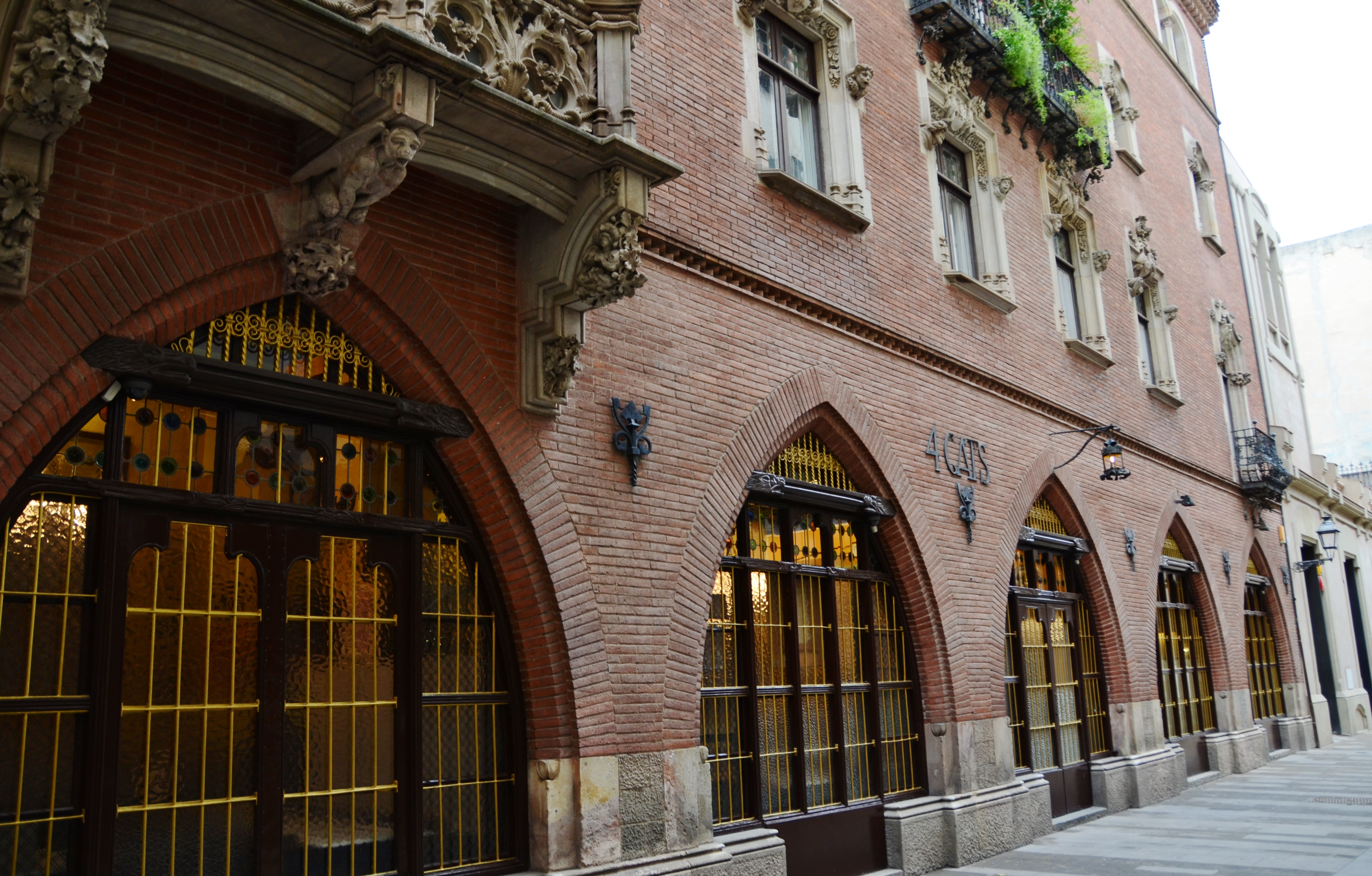
初期の作品であるカーサ・マルティとカフェ「四匹の猫」

1867年10月17日、バルセロナ郊外のバルセロナ県マタローに生まれた。父親は繊維工場を経営するジュアン・プッチ・イ・ブルゲラであり、ブルジョアの家庭に育った。1883年から1888年にはバルセロナ大学で学んで物理学と数学の修士号を取得し、1888年から1889年にはマドリード大学で学んで科学の博士号を取得。
その後バルセロナ建築学校（現・カタルーニャ工科大学）で建築学を学び、1891年に建築家の資格を得た。1892年にはバルセロナで応用美術の博覧会が開催されると、マヌエル・ミラ・イ・フンタナルスらとともに若いプッチ・イ・カダファルクも講師のひとりとなっている。当初は地元のマタローで数々の建物を手掛け、1890年代後半にバルセロナに進出した。

#### ムダルニズマの初期
カーサ・マルティはゴシック様式の変形であり、1896年に建物が完成、1897年に「四匹の猫」が開店した。「四匹の猫」の開店にはミケル・ウトリーリョ、サンティアゴ・ルシニョール、ラモン・カザス、ペラ・ルメウの4人が関わり、いずれもカフェ「ル・シャ・ノワール」（黒猫）があるパリ・モンマルトルに在住した経験があった。
バルセロナのグラシア大通りには「不協和音」と呼ばれる一角があり、プッチ・イ・カダファルク、ガウディ、ドゥメナク・イ・ムンタネーが設計した3件の建物が接近している。1898年から1900年にはまずプッチ・イ・カダファルクが設計したアマトリェー邸が建設され、数年後にはガウディが請け負ったバトリョ邸がアマトリェー邸の隣で改築された。数軒先にはドゥメナク・イ・ムンタネーが手掛けたリェオ・モレラ邸があり、今日のリェオ・モレラ邸の1階には皮革製品ブランドのロエベが入居している。ムダルニズマ建築には建築用装飾を専門とする彫刻家が数多く関わっており、アマトリェー邸には名声を博していた彫刻家アルフォンス・ジュヨールが携わっている。

#### ムダルニズマの全盛期

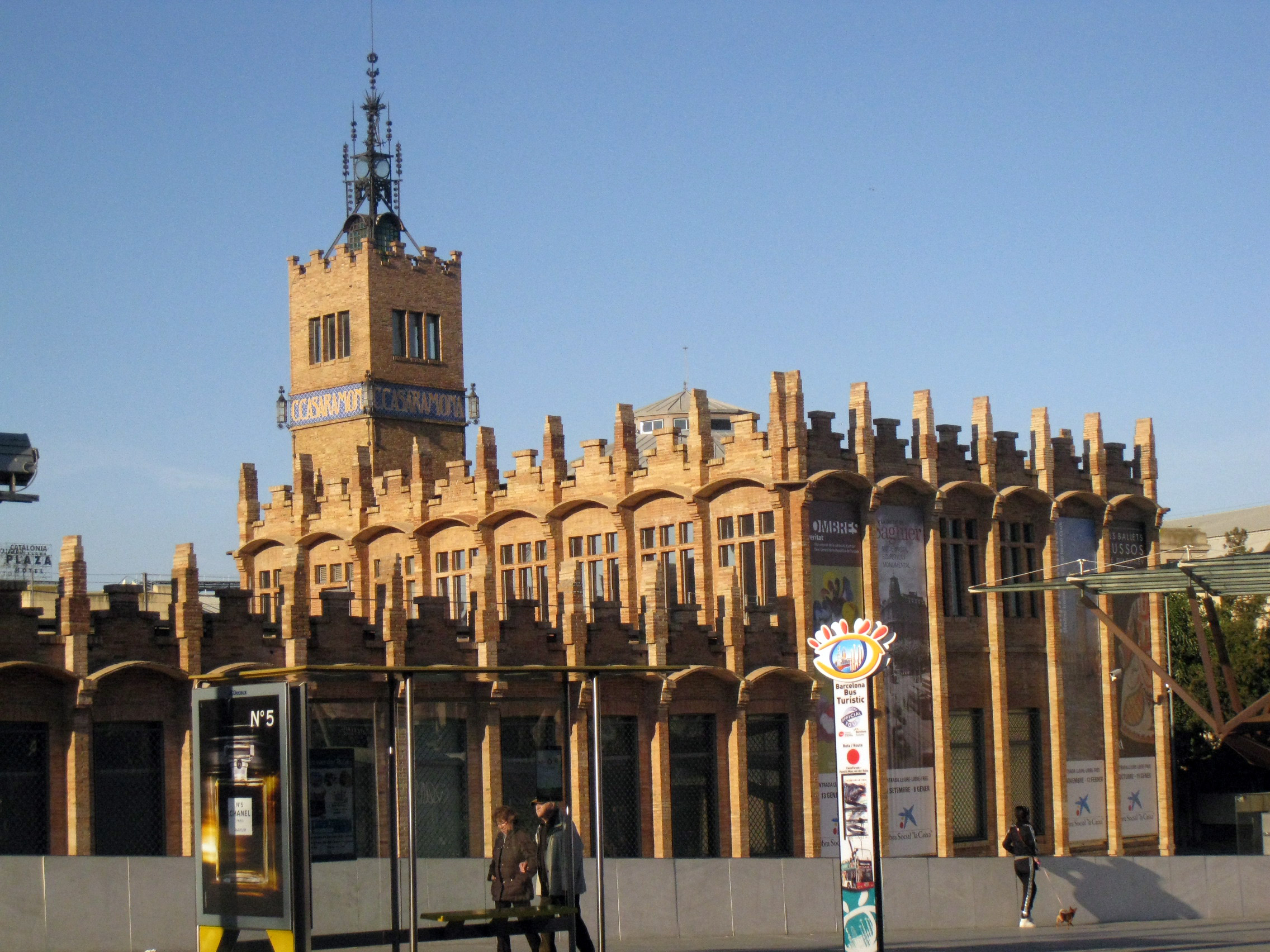
工場建築の代表作であるカザラモーナ工場

1900年にドゥメナク・イ・ムンタネーがバルセロナ建築学校の学長に就任すると、プッチ・イ・カダファルクは建築学校の教授に迎えられた。1900年頃のバルセロナでは建築が芸術の範疇にくくられるようになり、建築家は一種の芸術家という意識を持つようになった。この頃にプッチ・イ・カダファルクは以下のように述べている。
1902年にはイスパニア誌に論文を発表し、1880年代のカタルーニャ建築における3つの潮流について論じた。パリで開催されたガウディ作品の展覧会などを通じてムダルニズマ建築が国外でも好評化を受けるようになり、1904年にはプッチ・イ・カダファルクの全作品を集めた写真集がフランス語による解説付きで出版されている。1904年頃にはムンターダス邸やトゥリンシェト邸でバロック建築にカタルーニャ建築のアクセントを加えた大衆的バロックを試みている。1905年に完成したアルジャントーナの自邸はガウディのグエイ邸とともに空間構成の流動性に特徴があるとされ、隣り合う空間相互を視覚的に対角線方向に結び付けている。
バルセロナでもっとも多くのムダルニズマ建築が建てられた期間はおそらく1900年代の10年間であり、1910年頃にはもうひとつのピークを迎えた。1911年にバルセロナに完成したカザラモーナ工場は、リュイス・ムンクニイ・イ・パレリャーダ(1868-1931)のアイマリク・イ・アマート工場、ラファエル・マゾー(1880-1935)のテイシドー製粉所とともに、ムダルニズマの三大工場建築に数えられている。1899年にはバルセロナ市が優れた建築物を表彰する建築賞を制定しており、プッチ・イ・カダファルクはカザモラーナ工場で初めてこの建築賞を受賞した。

#### 後年
第一次世界大戦が終結した1918年に68歳だったドゥメナク・イ・ムンタネーは建築学校学長職や考古学研究に専念するようになっており、66歳のガウディは世間から孤立してサグラダ・ファミリアの仕事に没頭していた。大戦終結時に49歳だったプッチ・イ・カダファルクは数年前からバロック主義建築を志向しており、カタルーニャ広場近くのピック・イ・ポン邸（1921年）などを設計した。

### 政治活動
建築家や建築学者以外に政治家としても活躍しており、1902年から1905年にはバルセロナ市議会議員を、1907年から1910年にはバルセロナのコルテス議員を、1913年から1923年にはバルセロナ県議会議員を務めている。1914年にカタルーニャ4県の統合を目指すカタルーニャ連合体が発足し、スペイン中央政府にも承認された。アンリク・プラット・ダ・ラ・リバが初代議長を務め、インスティテュ・ダストゥディス・カタランス（カタルーニャ学術研究所）の設立、道路・下水道・鉄道・福祉・衛星など様々なインフラの整備などを行っている。プラット・ダ・ラ・リバが死去した1917年にはプッチ・イ・カダファルクが議長の座を引き継ぎ、1924年までにそれなりの働きをみせた。同時代の建築家にはプッチ・イ・カダファルク同様に政界で活躍する人物が多く、ドゥメナク・イ・ムンタネーはカタルーニャ連盟の設立者であったし、アントニ・マリア・ガリサーはカタルーニャ主義連合の党首だった。

### 学術活動
建物の設計と並行して中世建築の研究にも励み、『カタルーニャのロマネスク建築』などを著した。1924年と1925年にはアメリカ合衆国のハーバード大学でロマネスク建築に関する講演を行い、ハーバード大学からは名誉博士号を授与されている。学術活動を通じてヨーロッパ中の大学と密接な関係を有しており、ハーバード大学の他には、バルセロナ大学、フランスのソルボンヌ大学とトゥールーズ第三大学、ドイツのフライブルク大学から名誉博士号を授与されている。
後年には建築家、文化人、政治家など、様々な職種の人物と交友し、教育委員会の活動などに参画したこともある。1942年から死去する1956年まで、カタルーニャ語の研究機関であるインスティテュ・ダストゥディス・カタランス（カタルーニャ学術研究所）の所長を務めた。その他には、4つのアカデミーで会員となり、5つのアカデミーで名誉会員となり、9つのアカデミーで在外会員となっている。

## 受賞
- 1911年 バルセロナ市による建築賞
- ソルボンヌ大学（仏）名誉博士号
- バルセロナ大学（西）名誉博士号
- フライブルク大学（独）名誉博士号
- ハーバード大学（米）名誉博士号
- トゥールーズ第三大学（フランス語版）（仏）名誉博士号

## 主要な作品
| 年        | 名称                                                         | 場所                           | 画像                  |
| --------- | ------------------------------------------------------------ | ------------------------------ | --------------------- |
| 1891      | Sisternes邸                                                  | マタロー                       |                       |
| 1893      | Rengleビル                                                   | マタロー                       |                       |
| 1893      | マタロー市庁舎の議場の改修                                   | マタロー                       |                       |
| 1893      | Joieria Macià                                                | バルセロナ                     |                       |
| 1894      | ラ・クンフィアンサ商店                                       | マタロー                       |                       |
| 1894      | Parera邸                                                     | マタロー                       |                       |
| 1894      | ラ・ベネフィシエンシア                                       | マタロー                       |                       |
| 1895–1920 | コドルニウ社の貯蔵庫                                         | サン・サドゥルニ・ダノヤ       |                       |
| 1896      | ムンサラートのロザリオ碑のFifth Mystery of Pain              | ムニストロル・ダ・ムンサラート |                       |
| 1896      | マルティ邸                                                   | バルセロナ                     |                       |
| 1897      | Coll i Regàs邸                                               | マタロー                       |                       |
| 1897–1905 | 自邸                                                         | アルジャントーナ               |                       |
| 1897      | サグラメント礼拝堂                                           | アルジャントーナ               |                       |
| 1898      | Cal Maimó                                                    | タラガ                         |                       |
| 1898      | エウゼビ・ボフィル邸                                         | Viladrau                       |                       |
| 1898      | Can Calopa                                                   | アルジャントーナ               |                       |
| 1898      | ガリ邸                                                       | アルジャントーナ               |                       |
| 1898      | 邸宅                                                         | バルセロナ                     |                       |
| 1898–1900 | アマトリェー邸                                               | バルセロナ                     |                       |
| 1898      | Misericòrdia修道院のレストラン                               | カネット・ダ・マール           |                       |
| 1898      | オラトリの路傍の十字架の改修                                 | リュレッド・ダ・マール         |                       |
| 1899      | Carbonell Susagna工場                                        | カネット・ダ・マール           |                       |
| 1900      | Can Torra or Xalet Espriu                                    | Viladrau                       | Original construction |
| 1900      | Palau del Baró de Quadras                                    | Massanes                       |                       |
| 1900      | House-study of the photographers Napoleon                    | バルセロナ                     |                       |
| 1901      | ムンサラートのロザリオ碑のThird Mystery of Joyful            | ムニストロル・ダ・ムンサラート |                       |
| 1901      | Villa Gloria - Can Capella                                   | Viladrau                       |                       |
| 1901      | Macaya邸                                                     | バルセロナ                     |                       |
| 1901      | ムンターダス邸                                               | バルセロナ                     |                       |
| 1902      | カフェ・トリノ                                               | バルセロナ                     |                       |
| 1902      | テルミヌス・ホテル                                           | バルセロナ                     |                       |
| 1902      | Furriols邸                                                   | la Garriga                     |                       |
| 1902      | Pantheon Costa i Macià                                       | Lloret de Mar                  |                       |
| 1903      | Riera i Puig邸                                               | Viladrau                       |                       |
| 1903      | Serra邸                                                      | バルセロナ                     |                       |
| 1903      | Mercè Pastor de Cruïlles邸                                   | バルセロナ                     |                       |
| 1904      | コドルニウ社の塔                                             | サン・サドゥルニ・ダノヤ       |                       |
| 1904      | Granja Terrades                                              | Seva                           |                       |
| 1904      | Pantheon Garí                                                | Esplugues de Llobregat         |                       |
| 1904      | Eustaqui Polo邸                                              | バルセロナ                     |                       |
| 1904      | トゥリンシェト邸                                             | バルセロナ                     |                       |
| 1904      | Pantheon Terrades                                            | バルセロナ                     |                       |
| 1904–1906 | Baró de Quadras宮殿                                          | バルセロナ                     |                       |
| 1905      | Terrades邸 「Punxes邸」                                      | バルセロナ                     |                       |
| 1905      | Farmàcia Sastre i Marquès                                    | バルセロナ                     |                       |
| 1905      | サストラ・イ・マルケス博士の薬局                             | バルセロナ                     |                       |
| 1905      | Building commissioned by Sastre i Marqués for his family     | バルセロナ                     |                       |
| 1907      | Monestir de Sant Benet de Bages                              | Sant Fruitós de Bages          |                       |
| 1909      | Llorach邸                                                    | バルセロナ                     |                       |
| 1910      | Àngels Macià i Monserdà邸                                    | バルセロナ                     |                       |
| 1911      | La Telegrafia                                                | el Prat de Llobregat           |                       |
| 1911      | Pere Company邸                                               | バルセロナ                     |                       |
| 1911      | カザラモーナ工場                                             | バルセロナ                     |                       |
| 1913      | Joaquim Carreras邸「サンタ・マルガリータ」                   | バルセロナ                     |                       |
| 1914      | Miele邸                                                      | バルセロナ                     |                       |
| 1914      | カタルーニャ自治政府宮殿                                     | バルセロナ                     |                       |
| 1914      | Muley Afid邸                                                 | バルセロナ                     |                       |
| 1917      | Pilar Moragues邸                                             | Viladecans                     |                       |
| 1917      | 自邸                                                         | バルセロナ                     |                       |
| 1918      | Font del Gatレストラン                                       | バルセロナ                     |                       |
| 1919      | Fargas邸                                                     | Sant Quirze Safaja             |                       |
| 1920      | Carreras邸                                                   | バルセロナ                     |                       |
| 1919      | 4本柱                                                        | バルセロナ                     |                       |
| 1920      | Palaus d'Alfons XIII i de Victòria Eugènia Fira de Barcelona | バルセロナ                     |                       |
| 1921      | ピック・イ・ポン邸                                           | バルセロナ                     |                       |
| 1922      | Luis Guarro邸                                                | バルセロナ                     |                       |
| 1924      | Casaramona邸                                                 | バルセロナ                     |                       |
| 1924      | 17世紀の建築（改修）                                         | バルセロナ                     |                       |
| 1925–1928 | ムンサラートのサンタ・マリア                                 | ムニストロル・ダ・ムンサラート |                       |
| 1928      | Rosa Alemany邸                                               | バルセロナ                     |                       |
| 1940      | Sant Esteve教会                                              | アンドラ・ラ・ベリャ           |                       |

## 文献

### その他の文献
- 阿部大輔『バルセロナ旧市街の再生戦略 公共空間の創出による界隈の回復』学芸出版社、2009年。
- 入江正之『アントニオ・ガウディ論 新装版』早稲田大学出版部、1997年。
- 岡村多佳夫『バルセロナ 自由の風が吹く街』講談社〈講談社現代新書〉、1991年。